# Brockley Green
Brockley Green – przysiółek w Anglii, w Suffolk. Leży 44.5 km od miasta Ipswich i 77.1 km od Londynu. Brockley jest wspomniana w Domesday Book (1086) jako Brochola.